# Kooperatív csoportmunka
A koperatív tanulás egy oktatási módszer, mely a tanulócsoport aktivitásait akadémiai és társadalmi tanulási tapasztalatokká szervezi.
Közel 60 éves tapasztalat alapján Ross and Smyth 1995-ben arra a megállapításra jutottak, hogy a sikeres kooperatív tanulási feladatok szellemileg kihívóak, kreatívak, nyílt-végűek és magasabb szintű gondolkodási feladatokat vonnak be.
David & Roger Johnson meta-elemzésükben (1994) 5 szükséges elemet azonosítottak a kooperatív tanulás sikeres bevonásához:
- építő egymásrautaltság
- egyéni és csoportos elszámoltathatóság
- közvetlen, támogató interakció
- a szükséges személyközi és kiscsoportos képességek oktatása
- csoportos folyamatfeldolgozás

Ebben az elemzésben a szerzők úgy találták, hogy a hagyományos egyéni és kompetitív módszerekkel szemben a kooperatív tanulásban résztvevők általában többet érnek el, nagyobb önbecsülésre tesznek szert.

## Történet
A II. világháború előtt, Allport, Watson, Shaw, Mead és hasonló társadalomtudósok kezdték rögzíteni a kooperatív tanulás alapjait, amikor úgy találták, hogy a csoportmunka hatékonyabb eredményre vezethet.
Ezzel egy időben számos további filozófus illetve pszichológus, mint például John Dewey és Kurt Lewin is nagy hatást gyakorolt a kooperatív tanulásra. Dewey fontosnak tartotta, hogy a kooperatív tanulásban nyert tudás és társadalmi képességek fontosak egy demokratikus társadalomban. Kurt Lewin arra hívta figyelmet, hogy a kapcsolat megalapozása a csoport tagjai között fontos a tanulási célok sikeres eléréséhez.
David és Roger Johnson is nagyrészt az ő hatásukra kezdtek el a kooperatív tanulás lehetőségeivel foglalkozni. 1975-ben megfigyelték például, hogy a kooperatív módszerben lévő tanulók között a gondolkozási stratégiák entrópiája is megnő.

## Elemek
Davis & Roger Johnson 2009-ben a kooperatív tanulás hatékonyságának 5 fontos szempontját sorolja fel. Brown & Ciuffetelli Parker (2009) illetve Siltala (2010) fejtik ki a kooperatív tanulás 5 alapvető és nélkülözhetetlen elemét:
1. Építő egymásrautaltság
  1. Valamennyi tanulóknak teljes mértékben részt kell vennie, és erőfeszítésekkel kell hozzájárulnia a csoporthoz
  2. Minden csoporttag számára kell, hogy adott legyen feladat/szerep/felelősség, ezáltal érezniük kell a felelősséget a saját és a csoport tanulása iránt
2. Közvetlen, támogató interakció
  1. A tagok támogatják egymás sikereit
  2. A tanulók megvilágítják egymás számára aktuális feladataikat, tanulmányaikat és segítenek egymásnak is feladataik lehető legpontosabb megértésében és teljesítésében
3. Egyéni és csoportos elszámoltathatóság
  1. Minden tanulónak mutatnia kell, hogy elsajátította a tanulmányozott témát
  2. Minden tanuló elszámoltatható a tanulásáért és munkájáért, így a csoport is versenyképes marad
4. Társadalmi képességek
  1. Fejleszteni kell a szociális képességeket annak érdekében, hogy a kooperatív tanulás sikeres lehessen
  2. Ezek közé tartozik a hatékony kommunikáció, a személyközi és csoportképességek, a legfontosabbak:
    1. Vezetés
    2. Döntés-hozás
    3. Bizalom-építés
    4. Barátság-fejlesztés
    5. Kommunikáció
    6. Konfliktus-kezelő képességek
5. Csoportos folyamatfeldolgozás
  1. A csoportos folyamatfeldolgozás akkor történik, ha a csoporttagok (a) az egyes tagok egyes tetteinek hatékonyságát (b) döntés hoznak, hogy mely tevékenységek fussanak tovább így, vagy változzanak
  2. A csoportos folyamatfeldolgozás célja átlátni és növelni azoknak a folyamatoknak a hatékonyságát, mely szükséges folyamatok vezetnek el a csoport céljainak eléréséhez.

## Módszerek
A módszer alkalmazásánál fontos: 
- A pedagógusok szemlélete gyermek-központúbb, toleránsabb legyen, a gyerekek közötti különbségeket előnyként értelmezzék, és képesek legyenek arra, hogy a hátrányos helyzetű tanulók lemorzsolódását csökkentsék iskolájukban.
- A kooperatív tanulási mód alkalmazásával a pedagógusok fejlesszék a diákok együttműködési készségét, empátiáját és segítségadási motivációjukat, ezáltal pozitív, megértő légkört teremtve tanulhassanak a diákok a csoportban.
- A pedagógusok az aktivizáló, tevékenykedtető módszer elsajátításával legyenek képesek arra, hogy motiválják a gyerekeket, s ezáltal csökkentsék a tanulók kudarcait, és növeljék sikerességük esélyét az iskolában.

## A kooperatív tanulás általános hatása
- A kooperatív tanulás együttműködő tanulást jelent, amely nem egyenlő a hagyományosan használt csoportosan végzett munka kifejezéssel.
- A kooperatív tanulás egyenlő esélyt biztosít a hátrányos helyzetű és vagy lassabban haladóknak is a munkában való részvételre.
- A kooperatív tanulás toleranciára, elfogadásra és egymás segítésére nevel, s mint ilyen háttérbe helyezi a versengést, egymás legyőzését, kiszorítását.
- A kooperatív tanulás örömmel és kedvvel végzett munkát, aktív tanulást eredményez.
- A kooperatív tanulás feltétele a nyitott, elfogadó, toleráns pedagógiai attitűd, amely az alkalmazás során egyre jobban jellemzőjévé válik a pedagógusnak.
- A kooperatív tanulás elengedhetetlen szükséglet a későbbi munkára való felkészítésben, hiszen olyan, feltétlenül fontos és elengedhetetlen képességeket fejleszt a diákokban, mint a figyelem, empátia, felelősségvállalás, önzetlen segítés, kommunikáció, szervezőkészség, tolerancia.
- A kooperatív tanulás alkalmas az iskolai kudarcok nagymértékű csökkentésére, a tanulási kedv és sikerélmény és eredményesség biztosítására.
- A kooperatív tanulás olyan módszereket tartalmaz, amelyek egyaránt alkalmazhatók a tanulásban és a tanórán kívüli tevékenységekben is.

## A részt vevő pedagógusokra és iskolákra gyakorolt hatás
- A pedagógusok megismerkednek a kooperatív tanulás alapmódszereivel. Az optimális, kooperatív tanulás programját ismerő, annak gyakorlati alkalmazására felkészült pedagógusok képessé válnak a hátrányos és halmozottan hátrányos helyzetű, eltérő képességekkel és különböző tanulási készültséggel rendelkező gyerekek sikeres tanítására.
- A részt vevő iskolákban módszertani megújulás és szemléletbeli változás jön létre, a tantestületi elkötelezettség nő a közös munka eredményeképpen nő az összetartás, a szemléletbeli hasonlóság.
- A pedagógusok önbecsülése, a hátrányos gyerekekkel végzett munka iránti motiváltsága munkájuk sikere alapján nő.

## A diákokra gyakorolt hatás
- Megszűnik, de mindenképpen csökken a tanulásszervezési hiányosságokból fakadó lemaradás, bukás, a speciális iskolába kerülés egyedi esetté, a normál intelligenciaszint alatti vagy sérült értelmű gyerekek esetévé válik.
- A különbségekre figyelő tanulásszervezés csökkenti azokat a kényszereket, amelyek a gyermekek természetes életkorból adódó életszükségleteit korlátozzák. Ezáltal csökken a szorongás, a kompenzáló viselkedés, és a gyerekek és szüleik számára elfogadhatóbbá válik az iskola szabályrendszere.
- A fentiek a gyermekek életkorának megfelelő, aktivitást igénylő és biztosító, az alternatív iskolák gyakorlatában már bevált tevékenységrendszer növeli a tanulás élményszerűségét, s ez a gyerekek egész iskolai életére kiható motiváló tényező.
- A program tevékenységrendszerével, megfelelő tanulásszervezéssel a részt vevő pedagógusok valamennyi tanítványa elsajátítja a kooperatív tanuláshoz szükséges készségeket: együttműködési készség, figyelem, elfogadás, megfelelő kommunikációs készség, tolerancia egymás iránt. Segítőkészség, figyelem, egymásért és önmagáért való felelősségérzet, felelősségvállalás készségét, csökkentve ez által a lemorzsolódás esélyét. A gyerekek egységes és eltérő szükségleteire figyelő tanulásszervezési módszerek lehetővé teszik és szolgálják az egyéni fejlődést, melynek következtében csökken a teljesítménykudarc, és a következményeként fellépő viselkedés- és magatartászavarok.
- A diákok tanulási körülményeinek javulása mellett a tanórán kívüli tevékenységük is színesebbé válik, csoportfejlesztő, kommunikációfejlesztő és gondolkodásfejlesztő hatása az életük egyéb területén is érezteti hatását.

## Fordítás
- Ez a szócikk részben vagy egészben  a   cooperative learning című angol Wikipédia-szócikk fordításán alapul.  Az eredeti cikk szerkesztőit annak laptörténete sorolja fel. Ez a jelzés csupán a megfogalmazás eredetét és a szerzői jogokat jelzi, nem szolgál a cikkben szereplő információk forrásmegjelöléseként.